# 신공제
신공제(申公濟, 1469년 ~ 1536년)는 조선의 문신이다. 본관은 고령(高靈). 자는 희인(希仁), 호는 이계(伊溪), 시호는 정민(貞敏)이다.

## 생애
1486년(성종 17) 진사시에 합격하고, 1495년(연산군 1) 증광문과에 병과로 급제하여, 승문원부정자가 되고, 예문관검열·승문원주서를 거쳐 홍문관에 들어갔다.
1506년(중종 1) 남원부사, 1516년 창원부사를 지냈다.
1517년 강원도관찰사, 홍문관부제학을 역임했다.
1522년 이조참판으로 재임했을 때 정조사(正朝使)가 되어 명나라 북경에 다녀왔다.
1528년 좌참찬(左參贊), 호조판서 겸 세자좌부빈객(戶曹判書兼世子左副賓客)을 거쳐, 1536년 동지중추부사(同知中樞府事)를 지냈다.

## 가족 관계
- 증조부 : 신장(申檣) - 공조참판
  - 조부 : 신말주(申末舟) - 수군절도사
    - 아버지 : 신홍(申洪) - 여절교위(勵節校尉)

  - 외조부 : 변균(卞鈞)
    - 어머니 : 초계 변씨
      - 부인 : 전주 이씨 - 양녕대군의 손자 호산군(湖山君) 소평공(昭平公) 이현(李鉉)의 딸
        - 장남 : 신연(申漣)
        - 차남 : 신수(申澻, 1490 ~ ?)
        - 3남 : 신영(申泠)
        - 4남 : 신번(申瀿)
        - 5남 : 신굉(申浤)
        - 장녀 : 경주 설씨 설겸(偰謙)의 처
        - 차녀 : 죽산 안씨 안종전(安從㙉)의 처
        - 3녀 : 신근(申謹, 1497 ~ ?)
        - 4녀 : 해주 정씨 정언각(鄭彦慤)의 처
        - 5녀 : 파평 윤씨 윤희로(尹希老)의 처